# سافیلد، نورفک
سافیلد (به انگلیسی: Suffield) یک روستا و محله مدنی در بریتانیا است که در North Norfolk واقع شده‌است. سافیلد ۵٫۹۴ کیلومتر مربع مساحت و ۱۲۹ نفر جمعیت دارد.